# .pr
.pr és el domini de primer nivell territorial (ccTLD) de Puerto Rico.

## Dominis i subdominis
- .pr - per a negocis, professionals, particulars, empreses, relacions públiques (les inicials en anglès són PR), etc.
- .biz.pr - per a negocis
- .com.pr - per a empreses, però sense restriccions
- .edu.pr - per a institucions educatives amb presència a Puerto Rico
- .gov.pr - per a agències del govern de Puerto Rico
- .info.pr - per a webs informatius
- .isla.pr - per a persones amb presència a Puerto Rico
- .name.pr - per a particulars
- .net.pr - per a negocis relacionats amb la xarxa, però sense restriccions
- .org.pr - per a organitzacions, però sense restriccions
- .pro.pr - per a professionals
- .est.pr - per a estudiants universitaris
- .prof.pr - per a professors universitaris
- .ac.pr - per a l'entorn acadèmic